# Musashino Forest Sport Plaza
Die Musashino Forest Sport Plaza (englisch für japanisch 武蔵野の森総合スポーツプラザ, Musashino no mori sōgō supōtsu puraza) ist ein Sportkomplex in der japanischen Stadt Chōfu, einem westlichen Vorort von Tokio in der Präfektur Tokio. 
Bei den Olympischen Sommerspielen 2020 wurden hier die Wettkämpfe im Badminton und im Fechten des Modernen Fünfkampfs ausgetragen. Bei den Sommer-Paralympics 2020 wurden hier die Wettkämpfe im Rollstuhlbasketball ausgetragen.
Die große Mehrzweckhalle des Komplexes liegt direkt neben dem Ajinomoto-Stadion und verfügt über ein Fassungsvermögen von rund 10.000 Besuchern. Neben ihr gehören auch eine Schwimmhalle, eine kleine Sporthalle und zwei Fitnessstudios zum Sportkomplex. Die Anlage wurde als erste, die für die Olympischen Spiele 2020 erbauten Wettkampfstätten am 25. November 2017 eröffnet. Die Bauphase dauerte dreieinhalb Jahre und kostete insgesamt über 300 Mio. US-Dollar.
Wegen Renovierungsarbeiten im Ariake Coliseum für die Olympischen Spiele, wurden 2018 die Japan Open Tennis Championships hier ausgetragen.